# 伝説の勇者ダ・ガーン
『伝説の勇者ダ・ガーン』（でんせつのゆうしゃダ・ガーン）は、1992年2月8日から1993年1月23日まで、名古屋テレビ・テレビ朝日系列で毎週土曜17:00 - 17:30（JST）に全46話が放送された、サンライズ制作のSFロボットアニメ作品。

## 概要
『勇者シリーズ』の第3作目に当たる。作品タイトル、および登場ロボットの名称である「ダ・ガーン」は、玩具業界における男児向け玩具を指す用語「男玩（だんがん）」に由来しており、決定に際してはメカニックデザインの大河原邦男の一声も後押しの一つとなったことを、設定制作を担当していた岡一郎が後に述懐している。
本作品は、前々作『勇者エクスカイザー』から継続して視聴している子どもたちの成長に合わせられるよう、前2作よりも対象年齢をより引き上げる形で制作された。小さい子どもたちがついてこれる範疇を維持しつつ、対象年齢を引き上げる試みは既に前作『太陽の勇者ファイバード』でも行われていたが、本作品ではよりギリギリのところを狙ったことを、監督の谷田部勝義が後年のインタビューにて述懐している。
設定面においては、前2作での単なる正義のヒーローと悪者の戦いという構図とは一線を画し、「エコロジー」という作品全体を通してのメインテーマを据えつつ、「無慈悲な侵略者との生存を賭けた戦い」を描くことにより、緊張感を持たせたストーリー作りが志向されている。また、物語のクライマックスに深く関わる「全ての生命が心を一つにする」ということの困難さを、主人公である星史が学んでいく姿を通して、視聴者に対しても自然な形で作品を通してのメッセージを伝える試みもなされている。
登場キャラクターや勇者の個性を明確に打ち出したり、バラエティに富んだ敵キャラクターの性格・方針の違いによって各回の展開にも差異をつけるなど、前2作でのノウハウも随所に活かされている。谷田部によれば、「どこまで大きい子を取り込めるか」という考えからアニメ雑誌を取り込むことも狙っており、そのために毎月違う展開を起こすことで1年の放送期間を持たせつつ、アニメ雑誌にも情報を出せるようにするための意図もあったという。一方で、ドラマに時間を割かざるを得ない物語終盤は、個々の勇者の描写に対する弱さが指摘され、勇者の声優陣からも合体ロボットが多いことに起因する個々の出番の少なさを訴える声が見られた。
商業的には前年の『太陽の勇者ファイバード』の苦戦を踏まえ、メインスポンサーであるタカラは前年より広告費を投じ、『ファイバード』より高い売上を見込んでいた。しかし同年のライバルが、スーパー戦隊シリーズの中でも特に高い売り上げを記録した『恐竜戦隊ジュウレンジャー』であったこともあり不発に終わった。このためタカラが大幅な減益となる一因となった。

## あらすじ
ひょんなことから地球の分身である宝珠「オーリン」を手にした小学生・高杉星史は、地球が産み出した8体の勇者たちの隊長に選ばれる。勇者は世界各地で宝珠の姿で眠っているが、現代人の作ったメカと一体化することで変形ロボットとなり星史の指示に従い戦う。
地球の運命をかけた伝説の勇者ロボと侵略者レッドロンとの戦いが始まった。惑星上に5箇所存在する「解放点」を突き止められた惑星は、プラネットエナジーを抜き取られ炎の珠となって生命は全て死滅してしまうという。はたして星史とダ・ガーンたちは地球を救うことができるのか。

## 登場人物
高杉 星史（）
声 - 松本梨香
1982年6月4日の、流星雨の夜に誕生。年齢は12歳。身長155cm。体重47kg。血液型はO型。特技はバック転、剣道、料理。趣味はテレビゲーム。好きなものはかわいい女の子。苦手なものは納豆、ピーマン。クセはすぐ頭をかく。
本作品の主人公。緑ヶ浜小学校5年生（第11話から6年生）。オーリンの勇者たちの隊長に選ばれ、戦闘においては正体を隠すための防護服も纏う。
明るく陽気な熱血漢である一方、かなりのお調子者な面もあり、ヤンチャーとは当初から衝突することも多かった。女好きな面も目立っており、ひかるからは「ウルトラスケベ」と叱責されたこともある。また本人も自覚しているように口が軽く、自分や勇者たちの正体をうっかり周囲の人に話しかけ慌てて、ごまかすこともしばしば見られる。熱い性格である一方で人を疑うことを知らず、ブッチョやピンキーの嘘に気づかず騙されたり、防衛軍の郷上の嘘にまんまとハマって拘束されるなど良くも悪くもバカ正直で、一度思い込むと周りの話を聞かずに意固地になることも多く、幼稚園児の頃はひかるをイジメて楽しむなど悪たれており、かなり性格が悪かったようで勢いで悪ノリやヒートアップし過ぎた弾みで余計な一言を言って関係を悪くしたり相手を傷つけることも多い。
両親が不在の場合が多いため料理が得意だが、その原因は両親が料理下手であった美鈴に対し光一郎がプロポーズの際、解決策として「男でも女でも子供に料理をさせればよい」と結論付けたことによる。父からは剣道を習っており、起床時に無数の目覚まし時計を止める際にも用いているだけでなく、幹部と戦う場合にもその場に落ちているがれきの棒などで戦う際にも剣道の手腕を発揮する。
突然隊長に任されたこともあり、当初は隊長としての自覚があまりなく、第6話でジュリアを危険に巻き込んでしまったり第8話では遊びを優先させて周りの人々が危険に陥ったり、的確な命令を与えられずに勇者たちがピンチに陥ることもしばしば。そうした経験を重ねて少しずつ考えを改めるようになり、数々の戦いを通して地球を守ることの重大さを学び、使命感に目覚めていくこととなる。
香坂 ひかる（）
声 - 紗ゆり
1982年4月15日生まれ。年齢は12歳。身長155cm。体重は不明。血液型はO型。特技はテニス。趣味はケーキのデコレーション。好きなものはケーキ。苦手なものはヘビやカエル。
星史の隣の家に住む幼馴染で同級生。気の強い明朗快活な性格の持ち主であるが、幼稚園児の頃はかなりの泣き虫であったという。また少々おせっかいなところがあり、口癖のように「星史君のお母さんに頼まれてるんだから」と、何かと世話を焼いては迷惑がられることもしばしばである。その星史に対してはそれなりに好意も抱いており、他の女の人に見惚れ、仲良くしているところを見ると怒り、やきもちを焼くこともある（蛍に対してはそれほどでもないが嫉妬したことはある）。
勇者たちの隊長である星史やヤンチャー、またその正体を知る蛍などに対し一時期疎外感を抱いていたこともあったが、後に隊長の正体を知り彼らに協力するようになる。
桜小路 螢（）
声 - 白鳥由里
1982年9月27日生まれ。年齢は12歳。身長152cm。体重は40.5kg。血液型はA型。特技は鳥や動物の心が理解できる。趣味は森林浴。嫌いなものは繁華街の雑踏。クセはいきなり「…が泣いている」と言いだす
星史の同級生。常日頃から不思議な雰囲気を漂わせており、地球の声を聞くことができるなど特別な力を持っているが、谷田部によると「ただカンの鋭い子にした」という。それ故かクラスでは浮いている存在。
趣味は森林浴で、よく森の動物たちと一緒にいる。3年に一度だけ躁状態から性格が逆転する。
当初から星史と勇者たちの関係を知っており、それとなく助言を与えることも多い。一方でその都合上彼らとも行動を供にすることが多いことから、オーボス軍による攻撃に巻き込まれたりなど度々危険な目に遭う。特にブッチョからは「ジュラルディンちゃん」と呼ばれ、何度か誘拐されている。
高杉 光一郎（）
声 - 岸野一彦
1947年8月30日生まれ（11月3日とする資料もある）。年齢は47歳。身長183cm。体重は81kg。血液型はB型。特技は剣道、趣味は風呂。好きなものは正義。嫌いなものはジョーク。クセはどこでも構わず寝転んで寝ることができる。
星史の父親で、GDOの高官。階級は大佐。当初はオーストラリア本部に所属していたが、後にオーボス軍の活動の本格化を受け日本支部へ転属となった。
普段は重厚で寡黙な人物ながら、ジョークは嫌いだが話の途中で唐突にダジャレやボケをかましたりと笑いを取ろうとしたりとどこか掴めない面もあるが、勇者たちとの共闘するための会議の際には正体を明かせと詰め寄る軍と明かそうとしない隊長(星史)たちと決裂しかけた際には両方を諌めて場を持たせたり、オーボス星に「隊長」共々連行された際には、直接停戦交渉を試みてオーボス自身を引っ張り出すことにも成功し、策士であるビオレッツェをその器量で圧倒・翻弄したりと物語の要所要所ではその実力を発揮している。星史の正体にも感づいており、シアンに捕まった際には逃げて戦うように告げて激励した。
美鈴とは出会って1週間でプロポーズしており、その際には今の姿から想像が付かないほど情熱的に迫っている。
高杉 美鈴（）
声 - 五十嵐麗
星史の母親でテレビアナウンサー。旧姓は坂本で、アナウンサーとしてはこちらの姓で通している。2月20日生まれ。身長178cm、体重不明。血液型はO型。魚座。趣味は読書。特技はカラオケ。好きなものは仕事。嫌いなものは料理。尊敬する人物は清少納言。クセはつめを噛む
いわゆる教育ママである一方、多忙ゆえに夫の光一郎同様にほとんど構ってやれないことから、やや心配性かつ過保護な面も目立つ。家に転がり込んできたヤンチャーに対しても親身に接しており、このことを巡って星史とヤンチャーの仲が一時険悪になった。物語終盤、光一郎が囚われてしまい弱気になった星史の会話を聞いたことで、彼が勇者たちの隊長として戦っていることを知り、最終決戦では全世界に伝説の言葉を報道した。
とんでもない料理下手で、包丁で食材を切るのも非常に危なっかしい。過去に3回自分で作った料理を食して病院送りになったこともあり、前述の通り食事については大抵の場合星史が調理を引き受けることが多いが、ヤンチャーに朝食を作った際には上手に作っていた。
五十嵐がキャスティングされた理由は、美鈴と「見た目が似てるから…」という理由による。
香坂 春夫（）
声 - 河合義雄
1959年12月21日。年齢は35歳。身長175cm。体重55kg。血液型はA型。特技・趣味は料理。クセは自然の大切さをつい説教してしまう
ひかるの父親。かつてはサラリーマンとして働いていたが、家事が苦手な妻に代わって料理するうちに、脱サラして自然食レストラン「つくし」を経営するようになり、自らもコックとして腕をふるっている。
温厚な性格で、妻には頭が上がらない。地球環境の破壊などに対しそれを憂うような発言も散見され、オーボスの侵攻を人間の環境破壊が原因であると捉えている。
香坂 つくし（）
声 - 佐々木優子
1957年7月29日。年齢は38歳。身長175cm。体重53kg。血液型はO型。特技・趣味はリンゴの皮むき、ショッピング。クセは春夫と二人の世界に入ってしまう
ひかるの母親で、「つくし」の実質的なオーナー。娘と夫を愛するよき母親。間延びしたような口調で天然じみたことを話すが、意外としっかり者。2km四方の土地付きの家を持つ箱入り娘のお嬢様だったが、春夫が無理矢理結婚したため、十数年経過した現在でも祖母は2人の結婚を認めていない。
根元 正（）
声 - 島田敏
1970年11月3日生まれ。年齢は24歳。身長180cm。体重は72kg。血液型はO型。趣味は園芸（畑仕事）。特技は警棒をヌンチャクで操ること。苦手なものはオバケ。
星史の近所の交番に勤務する巡査。「つくし」の常連で、星史の良き兄貴分。
好みの女性は「つくし」である。自分のパトカーがダ・ガーンとなっていることは気が付かず、毎回のように行方不明になるパトカーを探し回っては見つからないために辞表を書く寸前まで落ち込んだり不審に思ったりを繰り返すものの、戻ってきたパトカーを見て安心している。ダ・ガーンがオーストラリアから戻って来た後には、パトカーに恋人のような感情を抱くようになってしまう。また、警棒術と射撃術の名手でオーボス軍を相手に奮戦する。
終盤、正体を明かしたダ・ガーンに挨拶されて自分のパトカーがダ・ガーンであることを知り、誇りに感じていた。
故郷の美里村には母のキヨ（声 - 丸山裕子）が住んでいる。村は過疎化と高齢化に悩まされていたが、レッドロンがプラネットエナジーと間違えて発掘した温泉で村興しに成功した。
蛍のばあや
声 - 後藤真寿美
江戸時代から桜小路家に仕える老婆。蛍を守るために薙刀を振り回すといったアクティブな面も見せる。
明確な年齢については言及されていないが、星史が隊長の姿で訪ねて来た際に「これほど驚いたのは黒船来航以来」と自ら語っている。
ヤンチャー
声 - 高乃麗
ワイルダー428年18月32日生まれ（地球暦は不明）。年齢は11歳。身長140.5cm。体重は38kg。趣味は街の探検、走ること。特技はムチさばき、おいしいものと悪いヤツの匂いはすぐわかる。好きなものはピーマン以外の食べ物。苦手なものはピーマン、コウモリ。
本名「ヤンチャラン・スターレット・バンナー・グリシウス・ジャックギンガー・ワイルダー14世」。オーボスによって滅ぼされた星の王子にして唯一の生き残りで、彼もまた星の意思であるオーリンとダイレクターを持つ勇者の隊長である。異星人ではあるが、耳の形が少々異なるだけで姿形や身体構造は地球人とほとんど変わらない。星史と同様に戦闘時は防護服を纏い、武器として鞭を振るう。当初はセブンチェンジャーの中に身を潜めていたが、伝説の力と睨んでいたグレートダ・ガーンGXの登場をきっかけに、星史たちの前に姿を現した。
幼いが故の生意気な性格と、王子としての矜持や星の再興に対する強い使命感を併せ持っており、そうした人となりや複雑な立場などもあって星史とは度々衝突するが、度重なる交流を通して互いに友情が芽生えていく。物語終盤において、星史が父を助けられなかったことで戦意を失った際には、彼に自分を重ねながらも檄を飛ばし、星史が立ち上がることを信じた。
星史だけでなくその周辺の人々とも交流を持っており、蛍に対しては彼女を通じて星史やダ・ガーンたちとの接触を図ろうとした他、ひかるとも初対面の際にふとしたことからキスしてしまうなどのアクシデントに見舞われつつも、「つくし」での無銭飲食などをきっかけに家族ぐるみで親身に接せられるようになる。両親を早くに失ったためか愛情に飢えており、星史と接触しようとする過程で知り合った美鈴に対しても、親身になって接してくれたこともあり度々甘えているが、このことも星史との諍いの一因になっている。
森山先生（）
声 - 高宮俊介
星史たちのクラスの担任。独身。生徒たちからは影で「モリソバ」と呼ばれている。
郷上大佐（）
声 - 市川治
GDOの情報局長で階級は大佐。勇者たちの戦力としての能力に着目し、勇者は軍に組み込まれるべきという考えを持つ。
勇者の隊長を燻り出す目的で、緑が浜町を全面封鎖し住民を強制収用し、「隊長」を拘束した際に緊急事態であったにもかかわらずダイレクターを取り上げたまま返却しないなどの暴挙や横暴な態度が目立つ一方、ガ・オーンや「隊長」の精密調査や、ピンク（ピンキー）の身辺調査を通して、情報収集の面では有能な一面も持ち合わせていることが示されており、後者においては彼女の家が普通ではないことも突き止めている。

### オーボス軍
オーボス
声 - 千葉耕市
オーボス軍の首領。一人称は「ワシ」「私」。自らを「宇宙そのもの」と称する、強大な力を持った不老不死に近い生命体。宇宙の数多の星々を滅ぼし、あらゆることを体験しながらも長く生き過ぎたがゆえに退屈を感じ、余生の最後の楽しみとして伝説の力を求めるようになった。最終的に全てのエネルギーを吸収し、それによって訪れる静寂を宇宙の法則と公言して憚らないなど、後述のビオレッツェからの反応などからもうかがえるように、根本的に他の生命体とは相容れない価値観の持ち主として描かれている。
作中では、紫色に揺らめく不定形の姿で星史やダ・ガーンたちの前に姿を現しているが、これもあくまで仮の姿でしかなく、明確な正体が明示されることはなかった。唯一、物語終盤にてシアンに作戦を命じるオーボスの姿をビオレッツェが盗み見て、ショックを受ける場面が描かれているのみであり、後の星史たちとのやり取りの中で「オーボスの星」「私たちとは別の次元で生きている化け物」と形容している。また直接交渉に臨んだ光一郎は、星を食い物にするオーボスを「欲望の奴隷に過ぎない」と切って捨てている。
最終決戦において、待ち望んだ伝説の力でパワーアップしたダ・ガーンGXと交戦。伝説の力を得たダ・ガーンGXをも窮地に追い込むが、伝説の力で生じた宇宙規模の超巨大な爆発に飲み込まれて消滅。死に際に「これで死ねる」と言い残した。
レッドロン
声 - 沢木郁也
生年月日と年齢は不明。身長191cm。体重は不明。オーボス軍の下級幹部にして、地球のプラネットエナジー解放点を探索するために送られた第1の使者。趣味はメカのコレクション。特技はメカの操縦。好きなものはロボット。苦手なものはダ・ガーン。
前述の通り無類のメカマニアであり、作中でも折に触れては侵略惑星の研究に託けて地球の機械をコレクションに加えるなど、宇宙中のメカをコレクションすることを夢見ている。また独自の美的センスを持っており、新型ロボットの製作に当たっても機能とは別にデザインのみに注文を付けることもある他、勇者たちを指して「イモロボット」「美的センスの欠片も無い」と酷評している。
登場当初は後述の学者ロボへの制裁も含め、短気かつ癇癪持ちな面が目立っており、その性格が災いして度々任務に失敗したため、ビオレッツェに制裁を受ける形で物語より一旦姿を消すこととなる。物語後半からは、腕にレーザー砲を仕込んだ戦闘用サイボーグに改造される形で再登場し、新たに与えられた専用機・レッドガイストを駆りダ・ガーンたちの前に強敵として立ちふさがる。改造後はかつてのような癇癪持ちな面は鳴りを潜め、寡黙かつ冷徹な立ち居振る舞いが目立つようになった一方、オーボスへの忠誠心と共にダ・ガーンや星史への恨み・憎しみが肥大化し、戦闘中でも独断で対決におよんだこともある。
再登場当初はビオレッツェの部下であったが、後に戦果を見込まれシアンの部下に昇格。最終決戦でも一貫してオーボスに従いダ・ガーンたちを苦しめ、最後はセブンチェンジャーと相打ちになりながら、自分の勝利と勇者たちの敗北を叫びつつ、爆散するレッドガイストと運命を共にした。
学者ロボ
声 - 岸野一彦
レッドロンの側に控え、作戦をサポートするロボット。一言多いため、毎回作戦が失敗すると一刀両断にされ、その度に補修の上で復活するなど、レッドロンの鬱憤のはけ口にもなっている。このような扱いではあるが、一貫して忠誠心に厚く自身の境遇を甘んじて受け入れており、度重なる失態による粛清に怯えるレッドロンに対しても、解放点および地球での今までのデータを渡すなど最大限の救済策を提案している。
完全破壊される度に2回のマイナーチェンジがなされており、カラーリングも初代と3代目は白、2代目は黄色と変化している。また3代目は会話機能こそ排除されたものの（レッドロンとは機械言語で会話可能）、アームで人間を拘束したり、レッドロンに代わってレッドガイストを操縦するなど性能が大きく向上している。
デ・ブッチョ / 団長
声 - 塩屋浩三
生年月日と年齢は不明。身長体重は伸縮自在なので測定不能。趣味はペットを調教すること。特技は装甲獣を造りだすこと。好きなものは動物と桜小路螢。苦手なものはフランス人形。夢は宇宙の帝王になって装甲獣の王国を作ること。
オーボス軍の前線幹部で、階級は最も低い。地球のプラネットエナジー解放点を探索するために送られた第2の使者であり、表向きは星ヶ浜にやってきたアヤシサーカス団の団長として活動する傍らで、自らが開発した生体兵器「装甲獣」を操り作戦を遂行していた。関西弁でのしゃべりが特徴であり、勇者の周りをうろついていたことから、勇者たちの隊長（星史）を「チョロチョロ」とも呼んでいる。
母星では高貴な家の生まれでありながらも、その醜い容姿から捨てられ苦しい幼少期を過ごしたという過去を持っており、それ故自分を決して裏切らない装甲獣だけを愛で、自分たちだけの楽園を造るのを夢としている。また装甲獣たちには女性の名前をつけて可愛がっており、蛍のこともジュラルディンちゃんと勝手に呼ぶなど、傲慢ながらも自分を慕う生命に対する優しさも持ち合わせている。そのため蛍との関わり合いを経て徐々に心変わりしながらも、自身の夢を諦めきれず苦悩することとなる。
物語後半にて再登場した際には、任務に失敗した制裁として8人に分裂させられ、ビオレッツェの配下としてダ・ガーンたちと戦った。分裂こそしているものの感覚は共有しており、一人が苦しめられると残りも苦しむ。後に分身の1人がはぐれた末に、ひかるたちやビッグランダーと逃避行を繰り広げるなど、紆余曲折の末に星史たちに心を開き、彼らの仲間となる。最終決戦では戦車に乗ってプラネットエナジー活性化装置を攻撃、一旦は停止させるもシアンの攻撃で吹き飛んでしまう。この時分身たちも巻き添えとなったものの、1体のみが生き残った。
レディ・ピンキー / 山本 ピンク（） / マジカル・ピンキー
声 - 冬馬由美
地球のプラネットエナジー解放点を探索するために送られた第3の使者。多数のアンドロイド少年を配下に従えており、「キラードール」と呼ばれる女性型戦闘ロボットを操る。ブッチョにすらその正体を隠し、人形を介して命令を伝えていた。短気かつ高飛車な女王様のような性格で、機嫌が悪いとバカ食いをする癖がある。勇者たちの隊長（星史）に対する呼び方はブッチョと同様。
地球上では本来の姿に加え、山本ピンクという少女の姿と、ピンクの姉でサーカスの花形踊り娘を務める山本ピンキーの3つの顔を使い分け、ブッチョと同様に勇者たちの情報を探るべく活動していた。ピンクとしては星史たちのクラスに転校生として潜入し、星史とはデートしたこともあるなど友人として振る舞い、またピンキーとしてはブッチョのサーカスが戦艦だと判明した後、常連として通っていたレストラン「つくし」にてアルバイトとして働いていた。
ブッチョが倒された後、オーボスが地球に迫っていることを知り、急いで手柄を立てるために自ら行動を起こし始めるが、監査役であるビオレッツェやGDOの介入などで思うように作戦は進まず、結果として星史たちに正体が露見した末に、グレートダ・ガーンGXによって母艦を失ってしまう。監査役であるビオレッツェとは、彼の暗殺を企てるなど剣呑な関係であり、後に任務が失敗すると彼によって変身能力を奪われ、ピンクの姿に固定されるという制裁を受けることとなる。もっともこれは、受ける罰で最も嫌なものは免じるという嘘を見抜いた上で、自身の被害を最も少ない形に済ませようと一計を案じた結果でもあった。
物語終盤にて、オーボスから分け与えられたエネルギーで若さを維持していたことが判明し、オーボスが星の損傷を修復するためエネルギー供給を止められたことにより、急激な肉体の老化に陥ってしまう。そのため自らの若さを取り戻すべく独断で出撃し核攻撃にも及ぼうとしたが、これをシアンに咎められ制裁を受けてしまう。前述した事情とオーボスの正体を知ったビオレッツェの介入で辛うじて難を逃れるも、一時は自暴自棄になり卑屈な態度を見せるが、自分のためにオーボスに逆らうビオレッツェや、確執を超えて敵である自分を助けようとする星史たちの姿に心を打たれ、若さを取り戻した後は星史たちと和解。彼らの勝利を見届けた後、「自分に素直に生きること」を目指しビオレッツェと共に何処かへと去って行った。
美少年隊隊長
声 - 子安武人
褐色の肌に紫色の髪をした少年型のアンドロイド。優れたデータ解析能力を持ちブッチョの隠していたデータを「かなりの量である」と分析していた。
このタイプのほかにも、量産型のアンドロイドが複数種存在し、星史と同型の隊長服に扮してビオレッツェの暗殺を実行しようとしたり、ピンキーの憂さ晴らしに鞭打たれたりしていた。
ビオレッツェ
声 - 梁田清之（人間モード） / 冬馬由美（猫モード）。
生年月日・年齢・身長体重は不明。趣味は酒の収集。特技はウソを見破る。好きなものはピンキー。苦手なものは低能で野蛮な人（おバカさん）。
オーボス軍団の上級幹部で、レッドロンたちの直接の上官に当たる。一人称は「アタシ」でオカマっぽい口調で喋る。物語序盤においては軍監的存在として、レッドロンやピンキーらの作戦遂行を陰ながら監視し、任務に失敗した彼らを制裁する役目をも担っていた。表立って行動するようになった中盤以降は、3人の上官として多大な権限を振るう一方、黒猫や狼の姿への変身能力を活かし、主に猫の姿で「隊長」の正体を探ってもいた。使用頻度は極めて低いが、ジュエルアーマーと呼ばれる水晶状の戦闘マシーンを使役したこともある。
冷徹な性格であるが、稀にコミカルな表情も見せる。好みのタイプは美形なら馬鹿でもいいと口にしており、オーボスに対しても「この宇宙で一番強くて、賢くて、美しい」存在であることを理由に心酔していた。また、ピンキーに対して少なからぬ好意を持っており、このことが物語終盤での改心へと繋がることとなる。
ダ・ガーンたちに敗北した後は、表立って制裁を受けることは無かったもののあからさまな冷遇を受けるようになり、自分の扱いにも疑問を抱き始める。やがてピンキーが老化した際、その件についてオーボスに上申しようとしたことで、前述していた理想とかけ離れたその正体を目の当たりにし、忠誠心を完全に失ってしまう。その結果、ピンキーの若さを取り戻すために星史たちに協力を求める道を選び、その際に蛍が口にした「同じ宇宙に生きる者」という言葉に心を動かされる形で改心、星史たちをオーボス星へと導いた。オーボスとの対峙の末に、ピンキーの若さを取り戻し星史や光一郎たちを解放させるも、自らは返り討ちにあって黒猫の姿に固定されてしまう。ダ・ガーンによって救われた後はピンキーと共に何処かへと去って行った。
シアン
声 - 笹岡繁蔵
オーボスに絶対の忠義を誓う側近で、オーボスがただ一人信じる部下である。ビオレッツェがダ・ガーンたちに敗北を喫したことにより、本格的に前線に姿を現す。
普段は円盤状の形態をしているが、怒りが昂じるとドラゴン形態に変貌する。小型UFOタイプの部下を無数に従えている。
GXバスターが通用しないなど、勇者たち全員をはるかにしのぐ非常に高い戦闘能力を持つ。最終決戦でもその圧倒的な力でダ・ガーンを追い詰めるが、完全に発動した伝説の力により消滅した。

## 伝説の勇者
地球の各地に勇者の石として封印されていた、星の防衛プログラムともいうべき存在。世界の各地や有名な名家などで大切に封印または保管されていた。ダ・ガーンから最初に聞いた伝承では地球の勇者であるダ・ガーン、セイバーズ、ランダーズの8人だったが、後に伝承になかったホークセイバーとガ・オーンの合計10体の勇者が地球の勇者として現れた。また、別の星であるヤンチャーの星の勇者であるセブンチェンジャーが登場している。

### ダ・ガーン
ダ・ガーン
声 - 速水奨
ランボルギーニ・ディアブロのパトカーから変形する第1の勇者。緑が浜にある厳光寺の仏像の額にはめ込まれていた勇者の石より復活を遂げた。自身の身体としているパトカーは根元巡査の所有する車両であり、普段は彼が勤務する派出所にて身を潜めている。
性格は生真面目で趣味は日光浴。「耐え凌ぐという言葉の重さ」が信条。星史のことは「星史」と呼び捨てで呼ぶ。左胸の丸いエンブレムはシャッターになっており、戦闘の際には星史を体内の空間に収容し、隊長専用の司令室兼シェルターとしての役割も果たす。
最終決戦でオーボスを倒した後、他の勇者たちと共に眠りにつくことになったダ・ガーンはパトカーから分離し、パトカーは寺の境内に突っ込み大破したが、自身は半透明の状態ながらも残ったエネルギーで星史を保護し、緑が浜に送り届けた。
装備、技
ダ・ガーンマグナム
右足に収納されている拳銃。カートリッジ式。
ダ・ガーンナパーム
右胸のスリットから放つミサイル。
ダ・ガーンフレイム
両腕から発射される火炎放射。
ダ・ガーンボンバー
肩のタイヤを投げつける。
アースファイター
地球防衛機構軍の最新鋭試作型戦闘機に、ダ・ガーンがエネルギーを注ぎこむことで変化したサポートメカ。ダ・ガーンと連結合体し高速移動を可能とする。主に星史の移動手段などとして使用される。
武装
アースバルカン
アースライナー
300系新幹線（9000番台先行試作車J0編成→J1編成）に、ダ・ガーンがエネルギーを注ぎこむことで変化したサポートメカ。ビームレールを発生させ、空中・海上を問わず移動することが可能で、海を走る新幹線の別名を持つ。
技
ライナークラッシュ
ダ・ガーンジェット
ダ・ガーンXの飛行形態である大型重戦闘機。アースファイターを中心に、機首にアースライナー、後部にパトカー形態のダ・ガーンが合体することで構成され、主に長距離移動用として使用される。
ダ・ガーンX
声 - 速水奨
ダ・ガーン、アースファイター、アースライナーが「地球合体」した勇者。ダ・ガーンが腰部、アースファイターが上半身、アースライナーが下半身を構成。劇中では1度だけ「地球合体ダ・ガーンX」と呼称。陸海空、どの場所でも戦える万能型勇者である。
装備、技
ダ・ガーンブレード
左腰に収納されている剣。普段は柄だけの状態で格納されており、引き抜くのに合わせて刀身が生成される。
アースキャノン
両足のキャノンを合体させた必殺武器。足に装着したままでも使用可能。
アースバルカン
アースグレイザー
胸から発射されるビーム。
アースパンチ
アースキック
ダ・ガーンブレード 一文字斬り
ダ・ガーンブレード 十文字斬り
ブレストアースバスター
胸部の地球を象った宝玉から10万度のプラズマを放出する、ダ･ガーンX最強の技。その威力はすさまじく、発射したプラズマが地球を飛び出して銀河系を一直線に貫くような演出がなされている。そのためエネルギーの消耗がとてつもなく大きく、1発使うと戦闘力が大幅に低下してほぼ戦闘不能になるという欠点を持つ。
ブレストアースフラッシュ
胸元に広げた両腕の掌から拡散用のエネルギーフィールドを展開し、そこに胸部の宝玉からビームを放って拡散させて広範囲に放つ必殺技。威力を一点に集中させたビーム型と拡散させたこの技を使い分ける場合の2通りの攻撃が可能となっている。大量の雑魚メカを一掃する際などによく使用される。
ブレストフリージングアタック
エネルギーを反転させ、胸部の宝玉から冷凍攻撃を放つ。
トラクションビーム
両手から放つ光線。プラネットエナジーを開放されてしまい、裂けたアフリカの大地を塞ぐ際に使用した。
連携技
フォーメーションアタック
ダ・ガーンX・スカイセイバー・ランドバイソンの3体で放つ体当たり技。それぞれがエネルギーを纏って螺旋状に回転して突進する強力な技で、レッドローンを破壊した。
ガ・オーン
声 - 速水奨
キリマンジャロの頂上に眠っていた氷の獅子の像から変化した10番目の勇者。解放点をヒットされたことで亀裂が生じたアフリカ大陸を、命がけで繋ぎ止めようとするダ・ガーンと、全ての命を守ろうとする星史の意思に応える形で復活した。普段は緑ヶ浜の海底に潜んでいる。
星史のことを「酋長」と呼ぶなど、ネイティブアメリカン的な片言めいた口調が特徴。性格は真面目というよりも従順で、寂しがり屋な一面も備えている。一部「動物たちの代表」として「勇者の代表」ダ・ガーンと対を成した存在とされている。空を飛ぶことはできない一方、アニマルモードでは海上を走ることができ、作中でもランダーズと並走する姿も見られた。
伝説の力によりダ・ガーンXと合体可能となる。胸部のパーツは、分離して飛行ユニットであるGバードにも変形するが、作中では変形合体時およびGXバスター使用時に描写されるのみに留まった。
装備、技
ガ・オーントマホーク
両肩に収納された2本の斧
ガ・オーンバッシュ
腕の爪
ガ・オーンスプリット
バッシュをアンカー状にして発射
Gブーメラン
胸部パーツを展開させて投げる武器。
ガ・オーンバリスタ
肩（アニマルモードでは背部）の四連ミサイル
Gバルカン
右脚に収納された銃で一分間に1000発の弾丸を放つ
Gキャノン
左脚に収納された銃で10万度のプラズマ光弾を連射する
Gバスター
GキャノンとGバルカンを、星史の思いつきで連結させた形態。合体させたことでより強力な砲撃を放てるようになった反面、発射時の反動もガ・オーン単体では抑えきれないほどに強まっている。
ガ・オーンサンダー
アニマルモードで使用する眼部ビーム
グレートダ・ガーンGX
声 - 速水奨
ダ・ガーンXとガ・オーンが伝説合体した勇者。ダ・ガーンXを中心に、ガ・オーンが上半身と下半身の装甲を構成する。本来は想定されていない合体形態であり、伝説の力によって初めて合体が可能となった。
装備、技
アースバルカン
ダ・ガーンブレード
レッドガイスト戦のみ使用。
グレートバリスタ
グレートボンバー
腕から放つ衝撃波。
Gキャノン
Gバルカン
GXバスター
GバルカンとGキャノンを連結させ、Gバルカン側にGバードが合体したグレートダ･ガーン最強の武器。10万度のプラズマ光弾を放つ。連射も可能。
GXバスターバルカン
Gバルカンを先頭に連結させたバージョン。威力は少し劣るが広範囲の敵を倒すのに有効。
連携技
トリプルフォーメーション
フォーメーションアタックと同じくエネルギーを纏い、グレートダ・ガーンGX・ペガサスセイバー・ランドバイソンの3体で放つ体当たり技。ビオレッツェの戦艦を破壊した。
ダ・ガーンGX
最終決戦において発動した伝説の力と、全ての勇者の石が集結したことにより誕生した姿。基本的にはグレートダ・ガーンGXをベースとしているが、直前のシアン戦での負傷により、フェイスガードと両肩のグレートバリスタ、両足の装甲が失われた状態となっている。武装はパワーアップ前同様にGXバスターを使用する。

### セイバーズ
勇者たちの中でも飛行機系の乗り物に融合した空を専門とした航空部隊。星史の呼び方は「キャプテン」と呼んでいる。当初は最初に復活した3人だったが後に復活したホークセイバーも含めて4人で構成される。
ジャンボセイバー
声 - 星野充昭
ジャンボジェットから変形する2番目の勇者。勇者の石は日本へ輸送された古代エジプトのミイラの棺に埋め込まれていたもので、宿った機体もその輸送に使われていた。セイバーズでは一番初めに復活したため、星史からの信頼も厚い。調査名目で遊覧飛行に使われたこともあった。おっとりとした性格で、普段は空の交通整理をしており、その誠実さゆえに「大空のおせっかい」と呼ばれる。趣味は遊覧飛行。
装備、技
ジャンボアロー
専用の弓矢。
ジャンボトルネード
手首からの強力な竜巻。
ジャンボバルカン
ジャンボラリアット
腕のみを変形させてのラリアット。
ジェットセイバー
声 - 高宮俊介
ジェット戦闘機から変形。レッドロンが南極に築いていた前線基地内にあった勇者の石が、レッドロンのコレクションの中にあった戦闘機に宿り、シャトルセイバーとともに復活。です・ます口調のチーム内において、軍隊口調で話すのが特徴となっている。戦闘機であるため、各国の空軍から「領空侵犯の王者」というあだ名を付けられている。趣味は高速飛行。
装備、技
ジェットブレード
専用の剣。普段は背中に収納されている。
ジェットスライサー
背中の羽根で相手を切り裂く。
ジェットディスポーザ
両腕から放つ超音波砲。
シャトルセイバー
声 - 沢木郁也
スペースシャトルから変形。勇者の石は地球ではなく月に眠っており、人間の手により鉱石と共に回収された後、航空機を収集していたレッドロンによって拿捕される。宿った機体も鉱石の輸送に使われた物である。
ジェットセイバーとともに復活し、普段は衛星軌道上で地球を見守りつつ、「宇宙の掃除屋さん」としていらない衛星の片付けをしている。ペイロード・ベイにパトカー形態のダ・ガーンを格納・輸送することもある他、空の飛べないガ・オーンの足場としても活躍する。趣味は宇宙飛行。
装備、技
シャトルランサー
専用の槍。
シャトルブーメラン
主翼を敵に投擲する。
シャトルブラスト
両肩のシャトルのバーニアから6000度の火炎を放射する。
シャトルフラッシャー
両腕からレーザーを連射する。
ホークセイバー
声 - 林延年
鳥の形をした巨大な石に封印されていた9番目の勇者。大空とセイバーズの危機に際し、自らの魂を具現化した鳥の化身を星史と蛍の元に飛ばし、自らの眠るチベットの光の洞窟へ導いた。
人類が誕生する遥か昔、翼ある者の代表として太古の大空を守っていた勇者。他のセイバーズとは異なり、星史のことを「隊長」と呼ぶ。大自然を愛するマイペースな性格だが、空を汚されると獰猛な鷹のように怒り容赦はない。普段は渡り鳥の道案内役として、大空を守っている。あだ名は「悪と戦う渡り鳥」。趣味は空中散歩。
装備、技
ホークアンカー
肩から発射される分離型の錨
ホークダーツ
秒間6000発の乱射が可能な羽手裏剣
ホークボルテックス
ホークギムレット
体をきりもみ回転させての体当たり。
スカイセイバー
声 - 高宮俊介
セイバーズの3人が空の3体合体した勇者。ジェットセイバーが頭部・胸部装甲・両腕、ジャンボセイバーが胴体から両腿、シャトルセイバーが両脚を構成する。一度セブンチェンジャーに敗れるも、ホークセイバーの導きにより復活を果たす。頻度は少ないものの、ペガサスセイバーに合体可能になった後も登場している。
装備、技
セイバーダガー
肘から飛び出すカッター。
セイバーブラスター
ジェットセイバーのエンジンから火炎を放射する。
セイバーウイングカッター
セイバーウイングで斬り付ける体当たり攻撃。
ミサイル
脚から発射するミサイル。
セイバーブーメラン
胸部装甲を取り外して投げつける必殺技。
セイバーブリザード
額のファンを廻して起こす氷の竜巻。敵を凍りつかせ、粉砕する。
ペガサスセイバー
声 - 林延年
セイバーズが空の四体合体したペガサス形の勇者。ジェットセイバーが上半身、ジャンボセイバーが前腰部、シャトルセイバーが後脚、ホークセイバーが胸部、頭部、翼、前脚、胴体を構成する。勇者側では唯一の四本足の合体勇者である。
装備、技
セイバーアロー
必殺武器。光の矢と、ワイヤーを結える実体の矢を打ち分けることができる
セイバーテンペスト
羽ばたいて発生させた突風により、敵のバランスを崩す
セイバーディスパース
セイバーブレスター
胸部発射する。器用に動き敵体内に捕らわれた人間の救出もできる
セイバーレーザー
胸部から放つレーザー

### ランダーズ
勇者たちの中でも自動車系の乗り物に融合した地上部隊。全員が星史を「大将」と呼んでいる。
ビッグランダー
声 - 島田敏
トレーラーヘッドから変形するランダーズのリーダー。口調は江戸っ子で荒っぽいが、気は優しくて力持ち。口調に反して思慮深く、判断力に優れる。オーストラリアにある地下洞窟で、太古の魂に守られる形で眠りについていた。宿った機体は当地の土木工事会社の大型輸送車。キャリアーにはドリルランダーが宿った採掘機も搭載しており、ドリルランダーと同時に復活することとなる。
普段は他のメンバーを乗せて待機している。物語終盤では疎開用に香坂家に貸し出されるが、その際ヤンチャーに追われた1/8ブッチョが蛍を帯同して逃げ込んだことにより、共に南米に向かう羽目になる。当初は互いにいがみ合うも、貨物室に乗り込んでいたひかるの態度に閉口したことをきっかけに徐々に打ち解けており、結果的にはブッチョが改心する要因の一つともなった。趣味はサーフィン。
装備、技
ビッグマグネトロン
ビッグクラスター
胸から発射する小型ミサイル。1分間に500発可能。
ビッグスティンガー
腕から射出する電磁ネット。
スパイクシュート
手裏剣に変形させた前輪を投げつける。
ビッグラリアート
腕のみを変形させてのラリアット。
ドリルランダー
声 - 巻島直樹
ドリル採掘機から変形。寡黙な頑固者で、命令は忠実にかたくなに守る。勇者の石はビッグランダーと共にオーストラリアの地下洞窟で眠っており、洞窟外のトレーラーに格納されていたドリル採掘機に宿る形で復活を遂げた。
地中にいた方がパトロールの関係を含め落ち着くが、下手に動くと水道管などを破裂させ大事件に繋がるので、ビッグランダーの車庫で大人しくしている。趣味は地中散歩。
装備、技
ドリルキャノン
両肩に装備された速射砲。
ターボランダー
声 - 梁田清之
ジュリア所有のコルベット改から変形。「全開バリバリ」が口癖。マッハランダーと共に、ヘンリー家の家宝のタブレットに埋め込まれた石の一つとして眠りについており、F1レースの会場にてマッハランダーと同時に復活。
他のメンバーとは異なり、機体の問題や走行場所の難易などは無く、走る道に不自由はしていないが、あまりにも行動が制限されている他のメンバーを気遣い、ビッグランダーの車庫で大人しくしている。趣味は暴走すること。
装備、技
ターボディスチャージャー
両腕のエギゾーストパイプから噴出する煙幕。
ターボランチャー
両腕のエギゾーストパイプから発射するビーム砲。
マッハランダー
声 - 河合義雄
黄色いF1カーから変形。かつて世界を救ったと伝承される勇者を象ったイギリスの名家ヘンリー家の家宝のタブレットに、ターボランダーとともに埋め込まれ眠りについていた。F1レースに参加していたレースカーに宿ってしまったため、ちゃんと整備された道しか走れず、ビッグランダーの車庫で大人しくしている。趣味は走ること。
装備、技
マッハライフル
1億度の熱線を放つ銃。
ウイングカッター
腰のウイングを外して投げつける技。
マッハストーム
胸部からのエネルギー波。
マッハラリアート
ランドバイソン
声 - 島田敏
ランダーズが陸の四体合体した、パワーと機動性を兼ね備えた勇者。ビッグランダーが下半身、マッハランダーが腰部、ターボランダーが頭部と胸部、ドリルランダーが両腕を構成する。合体前後ともに、背部のロケットを使って宇宙空間を航行することはできるが、大気圏内での飛行能力は皆無であるため、空を移動する際にはセイバーズの手を借りる必要がある。
ノベライズではスカイセイバーと同時に最初からランドバイソンの段階で復活しており、ストーリーの都合上、一緒にセブンチェンジャーに倒された。倒されると身体は消えて勇者の石に戻り、その後チベットの洞窟で不安定な光の状態で復活を待つ。玩具ではオリジナルのギミックとして、ビッグランダーのコンテナを背面に装備できるようになっている。
装備、技
ランドカノン
主武装である、両肩に装備された大型ビーム砲。
バイソンシールド
荷台のスロープ部をシールドとして使用したもの。防御のみならず、空中に放り投げてランドカノンから放たれたビームを反射させるという戦法にも活用された。
ランドブローワー
脚部から100mの風を放つ
ランドコンバーター
胸部から光弾を撃ち出す
ランドパンチ
全盛期の若花田1万人分のパワーの拳
ランドキック
20tの岩を500mも蹴り飛ばす強力なキック
ランドクラッシャー
両肩のドリルで攻撃
ランドクラッシュ
両肩のドリルを射出し敵を貫く。腕ごと射出するパターンも存在する

### 異星の勇者
セブンチェンジャー
声 - 子安武人
その名の通り、7つの形態（人型、戦闘機、潜水艦、トレーラー、戦車、ジャガー、グリフォン）に変形する勇者。趣味は変形で、宇宙空間では主に潜水艦形態で航行、地球上ではトレーラー形態をとっている。
元々はヤンチャーの故郷の星に眠っていたが、覚醒した時には既にオーボスによってプラネットエナジーの解放点が全てヒットされた後であり、星が崩壊する寸前にヤンチャーを連れ宇宙へと脱出。その後は孤高の傭兵に身をやつし、オーボス軍に潜入し内情を探る一方、ヤンチャーの存在を秘匿しつつ、彼を王子と呼び育ててもいた。
当初は前述の立場からダ・ガーンたちと敵対し、スカイセイバーを一撃で撃破するなど、星史からは圧倒的に強い奴と認識される。後にグレートダ・ガーンGXの登場を機に、ヤンチャーを通して星史たちにオーボス軍の作戦や情報を伝えるも、スパイであることをビオレッツェに看破されてしまう。処刑されそうになった所を助けられて以降は正式に共闘関係となり、最終決戦でも緑が浜の解放点を死守すべく、レッドロンの搭乗するレッドガイストとの対決の末、相討ちとなり爆散。星史にヤンチャーを託して勇者の石に戻った。最終決戦の後、ダ・ガーンたちと共に地球にて眠りについていることが、サントラCD収録のミニドラマ「ダ・ガーンへのメール」において語られている。
装備、技
チェンジャーシュヴェルト
両刃の剣。
チェンジャーブレッシェン
キャタピラが変形する必殺の武器。スカイセイバーに致命傷を与えるなど高い威力を備えるが、使用後に隙が出来るというデメリットも持ち合わせている。
チェンジャーメッサー
胸飾りを分離させた手裏剣。
チェンジャーヴェルファー
脚部に装備された大砲。
チェンジャーツニーゲン
腕のキャタピラで切り付ける。ノベライズにおいて、ランドバイソンを攻撃する際に用いられた。
チェンジャーカノーネ
戦車形態での武装。チェンジャーヴェルファーと同一。
チェンジャーラケーテン
ジェット機、潜水艦形態での武装。
チェンジャーシュトゥルメン
腕から発射される光弾。

## メカニック
ダイレクター
ダ・ガーンが星史に与えた手帳型アイテム。内部には星の石であるオーリンが組み込まれており、勇者との通信と合体指令、隊長服の装着に用いられる。ヤンチャーも似たものを使用する。
隊長服（戦闘服）
正体を隠すために着装する防護服で、ダイレクターのボタンを押すことにより装着される。デザインは星史の任意で変更が可能なようで、白いヘルメットと赤いスーツによって構成される。ヘルメットには任意に応じて透過度を変化させられる青いゴーグルと、口元を隠すフェイスガード も備わっており、状況に応じてこれらを展開することにより正体を秘匿している。
装着状態にすることである程度腕力が増強され重いものをどかしたり、落下してきた瓦礫の直撃にも無傷で耐えるなど、主に防御面での身体能力向上は見られる。その反面、ヤンチャーのように固有の武器などは備わっておらず、幹部たちと対峙した際に持ち前の剣道の腕前で応戦する場面もあるものの、基本的には劣勢に立たされることも多いなど戦闘面では心もとないものがある。また難点として、チャックがないためにトイレに行く場合は装着解除をしなければいけないことを、作中にて星史が言及している。
また、ヤンチャーも同様に戦闘服があり、カラーリングはグリーン系を中心としたカラーで、形状は違うが白いヘルメットにゴーグルはオレンジ。星史の戦闘服同様にチャックが無いため用を足す際は解除する必要がある。武器として普段から持ち歩いている鞭がある。

## オーボス軍
主であるオーボスの命令を受け、数多くの星を侵攻する戦団。攻略の基本が本人の前で行うため、直接の配下は少ない。確認される限りは、親衛隊シアン、側近ビオレッツェ、戦闘部隊隊長レッドロン、戦闘および工作部隊指揮官レディーピンキー、同部隊分隊長デ・ブッチョ（レディーピンキー配下）がいる。
レッドロン部隊
レッドロンが集めたコレクションが主なロボット兵器。所々に赤が塗られているのが特徴。
- リーケンα
  - 偵察用ロボットで、円盤にも変形。同系統の機体としてリーケンβが存在する。また設計プランとしてリーケンγが存在するも、完成することはなかった。
- ウォルフG1‐40β
  - ダ・ガーンを破壊するために送り込んだ巨大ロボット。リーケンαを率いている。
- ダイムラーII
  - ダ・ガーンとセイバーズを倒すため、南極の前線基地にレッドロンが残した自爆ロボット。
- アングラン
  - 新元素の探索・掘削を目的とした地底ロボット。
- トレースゴン
  - 液体金属の機体を持つ変身メカ。レッドロンのお気に入り。
- レッドロンアイ
  - レッドロンが地球の解放点を探る目的で、世界中にバラまいた探査装置。レッドロン自身は生かし切れなかったが、後にビオレッツェが密かに回収し、情報収集を行っていた。
- エーベンブロイ
  - レッドロンが操縦するロボット。赤いボディと巨大なマントが特徴で、剣と盾を武器にダ・ガーンXと互角の戦いを繰り広げる。
- セレーネα
  - 水中用戦闘メカ。
- メトロバトラー
  - 円盤型ロボット。リーケンより強力。
- クラーケン
  - 蟹型探査ロボット。ランダーズに倒される。
- レッドローン
  - レッドロンの旗艦で、超巨大ロボットへの変形機構も備える。高性能レーダーを搭載し合体破りを敢行するも、星史の機転によって失敗に終わる。
- エーベンブロイ改
  - エーベンブロイの改良型で、ボディカラーは緑。マシンガンを装備してダ・ガーンと戦った。
- レッドガイスト
  - 強化改造されたレッドロンが駆る専用機。人形形態とドラゴン形態への変形が可能で、胸部にはレッドロンが操縦する飛行ユニットが合体し、人形形態でのコックピットとして機能する（玩具の説明書では名前が「レッドブレスター」となっており、玩具オリジナルでタイガー形態への変形もできる）。初登場の時点でグレートダ・ガーンGXを相手に優位に戦いを進める実力を有していたが、後にオーボスの手によってさらに強化され、全勇者を相手に戦っても引けを取らないほどの強さを発揮するようになる。レッドロンはこの機体に対しかなり愛着を持っていたようで、ビオレッツェの戦艦のメインブリッジに同席させ、最終決戦においては「我が愛すべきレッドガイスト」とまで言い切っている。全高は30m。
  - 玩具は『戦え!超ロボット生命体 トランスフォーマーV』に登場したデスザラスの流用となっている[15]。
  - レッドガイストの武装
    - レッドソード - レッドライフルに収納されている剣。
    - レッドライフル - 主力武器。銃身で殴ることも多い。
    - レッドシールド - ドラゴン形態での尾の部分が変形した盾。グレートバリスタをも軽々と弾く。
    - レッドハンマー - 頭部に装備されたバルカン砲。
    - 背部ミサイルランチャー

装甲獣
デ・ブッチョが地下の工場で製造する、機械と生物の中間兵器。地球の女性名で、ブッチョはさらに「ちゃん」付けで呼ぶ。
- ジョアンナ
- エリザベス
- クイーンエリザベス 
  - 複数のエリザベスが合体した装甲獣。
- ソフィア
- ビクトリア
- クイーンビクトリア 
  - 複数のビクトリアが合体した装甲獣。
- ジェニファー
- フランソワ
- ダイアン
- キャロライン
- オードリー
- イレーヌ
- カトリーヌ
- マルガリーテ
- アンネット
- ミザリー 
  - ブッチョが製作中に事故を起こし、巨大なナメクジのような怪獣になった。
- マリーアントワネット -
  - 小型の装甲獣が多数で合体した合体獣。
- リリアン&ローレン
- ベロニカ
- グレース
- フローラ
- ジェヌヴィエーヴ

キラードール
ピンキーが操る人形型ロボット。女性型が多い。名前はブランドメーカーに類似した名称がモチーフになっている。
- シャネルーンNo.1 NO.2 NO.3
- ヴィ・ヴィトン
- ジュバンシー
- イブ
- サン
- ローラン
- ジャイアン
- カルダーン
- モーリエ
- アルバーニ
- ディオーラ
- ゴルチェス 
  - 巨大な頭部に両手というフォルムを有するキラードール。空中を自由に浮遊しレーザーなどの武装で攻撃する。本体である頭部から生えている髪の毛状のワイヤーでダ・ガーンたちを捕縛、自爆しようとした。

ジュエルアーマー
ビオレッツェが操る宝石状の戦闘兵器。
- マスタングVX
- ジョインダーMF

## スタッフ
- 企画 - サンライズ
- 原作 - 矢立肇
- シリーズ構成 - 五武冬史、平野靖士[注 3]
- キャラクターデザイン - 平岡正幸
- メカデザイン - 大河原邦男
- 美術 - 岡田有章
- 音響 - 千葉耕市
- 撮影 - 鳥越一志
- 音楽 - 岩崎文紀
- 演出チーフ - 高松信司
- デザイン協力 - スタジオライブ、デザインメイト、岡田有章（デザインオフィス メカマン）
- カラーコーディネーター - 歌川律子
- アニメーターチーフ - 高谷浩利
- 監督 - 谷田部勝義
- プロデューサー - 今井慎（名古屋テレビ）、小原麻美（東急エージェンシー）、吉井孝幸、古沢文邦（サンライズ）
- 制作 - 名古屋テレビ、東急エージェンシー、サンライズ

## 主題歌
オープニング
「風の未来へ」
作詞 - 山田ひろし / 作曲 - 井上徳雄 / 編曲 - 井上日徳 / 歌 - 佐藤有香
エンディング
「ハレルヤ・パパイヤ」（1 - 45話）
作詞 - 横山武 / 作曲・編曲 - 鶴由雄 / 歌 - 佐藤有香
「風の未来へ（合唱バージョン）」（46話）
作詞 - 山田ひろし / 作曲 - 井上徳雄 / 編曲 - 井上日徳
歌 - 松本梨香、速水奨、紗ゆり、白鳥由里、高乃麗
合唱バージョンはサントラ盤に収録されているが、使用されたものとはパートが異なっている。
挿入歌
「LOVE EARTH」
作詞 - 横山武 / 作曲・編曲 - 岩崎文紀 / 歌 - 白鳥由里（桜小路蛍）
「伝説の勇者〜心はひとつ〜」
作詞 - 川崎ヒロユキ・横山武 / 作曲・編曲 - 岩崎文紀 / 歌 - 松本梨香（高杉星史）・速水奨（ダ・ガーン）

## 放送リスト
| 話数 | サブタイトル            | 脚本              | 絵コンテ     | 演出       | 作画監督                                                | 放送日        |
| ---- | ----------------------- | ----------------- | ------------ | ---------- | ------------------------------------------------------- | ------------- |
| 1    | 地球からのメッセージ    | 五武冬史          | 森田風太     | 大畑清隆   | 平岡正幸（キャラ） 高谷浩利（メカ）                     | 1992年 2月8日 |
| 2    | 隊長になった少年        | 五武冬史          | 高松信司     | 高松信司   | 佐々門信芳                                              | 2月15日       |
| 3    | 勇者の石を探せ          | 志茂文彦          | 大庭秀昭     | 大庭秀昭   | 直井正博                                                | 2月22日       |
| 4    | 南極の嵐                | 平野靖士          | 杉島邦久     | 杉島邦久   | 山本佐和子                                              | 2月29日       |
| 5    | 恐竜墓場                | 川崎ヒロユキ      | 菊池一仁     | 福田己津央 | 柳沢哲也（中村プロ, キャラ） 久行宏和（中村プロ, メカ） | 3月7日        |
| 6    | 8人目の勇者             | 川崎ヒロユキ      | 大畑清隆     | 大畑清隆   | 佐々門信芳                                              | 3月14日       |
| 7    | 出撃レッドロン          | 五武冬史          | 高松信司     | 高松信司   | 平岡正幸（キャラ） 高谷浩利（メカ）                     | 3月21日       |
| 8    | 南海の大決戦            | 志茂文彦          | 大庭秀昭     | 大庭秀昭   | 直井正博                                                | 3月28日       |
| 9    | レッドロンからの贈り物  | 川崎ヒロユキ      | 杉島邦久     | 杉島邦久   | 石田敦子                                                | 4月4日        |
| 10   | 必殺!合体破り           | 平野靖士          | ふくだみつお | 福田己津央 | 柳沢哲也（キャラ） 久行宏和（メカ）                     | 4月11日       |
| 11   | 宇宙植物の襲撃          | 平野靖士          | 森田風太     | 高松信司   | 佐々門信芳                                              | 4月18日       |
| 12   | 街角のスパイ            | 五武冬史          | 菊池一仁     | 大畑清隆   | 平岡正幸（キャラ） 高谷浩利（メカ）                     | 4月25日       |
| 13   | 森の中の螢              | 志茂文彦          | 大庭秀昭     | 大庭秀昭   | 直井正博                                                | 5月2日        |
| 14   | ドキドキピンクとデート! | 川崎ヒロユキ      | 杉島邦久     | 杉島邦久   | 石田敦子                                                | 5月9日        |
| 15   | サーカスの秘密          | 五武冬史          | ふくだみつお | 福田己津央 | 佐々門信芳                                              | 5月16日       |
| 16   | 怪しいのはどっちだ?!    | 平野靖士          | 高松信司     | 高松信司   | 柳沢哲也（キャラ） 久行宏和（メカ）                     | 5月23日       |
| 17   | セイバーズ死す?!        | 志茂文彦          | 大畑清隆     | 大畑清隆   | 平岡正幸（キャラ） 高谷浩利（メカ）                     | 5月30日       |
| 18   | よみがえれ!勇者         | 川崎ヒロユキ      | 大庭秀昭     | 大庭秀昭   | 直井正博                                                | 6月6日        |
| 19   | ペガサスセイバー登場    | 平野靖士          | 杉島邦久     | 杉島邦久   | 佐々門信芳                                              | 6月13日       |
| 20   | ブッチョ最後の挑戦      | 志茂文彦          | ふくだみつお | 大畑清隆   | 石田敦子                                                | 6月20日       |
| 21   | 闇にひそむ猫            | 五武冬史          | 森田風太     | 森田光太   | 柳沢哲也（キャラ） 久行宏和（メカ）                     | 6月27日       |
| 22   | 落とし物はダイレクター  | 川崎ヒロユキ      | 高松信司     | 高松信司   | 平岡正幸（キャラ） 高谷浩利（メカ）                     | 7月4日        |
| 23   | 踊るスパイ人形          | 平野靖士          | 大庭秀昭     | 大庭秀昭   | 直井正博                                                | 7月11日       |
| 24   | 引き裂かれる大陸        | 志茂文彦          | 杉島邦久     | 杉島邦久   | 佐々門信芳                                              | 7月18日       |
| 25   | キリマンジャロの勇者    | 五武冬史          | 冨永恒雄     | 冨永恒雄   | 柳沢哲也（キャラ） 久行宏和（メカ）                     | 7月25日       |
| 26   | 封鎖された街            | 平野靖士          | 大畑清隆     | 大畑清隆   | 石田敦子                                                | 8月1日        |
| 27   | 隊長を調査せよ          | 川崎ヒロユキ      | 高松信司     | 高松信司   | 平岡正幸（キャラ） 高谷浩利（メカ）                     | 8月8日        |
| 28   | 友達は魔女?!            | 志茂文彦          | 大庭秀昭     | 大庭秀昭   | 直井正博                                                | 8月15日       |
| 29   | 復活!ダ･ガーン          | 五武冬史          | 杉島邦久     | 杉島邦久   | 久行宏和                                                | 8月22日       |
| 30   | 謎の少年                | 川崎ヒロユキ      | 森田風太     | 大畑清隆   | 佐々門信芳                                              | 8月29日       |
| 31   | もう一人の隊長          | 志茂文彦          | 冨永恒雄     | 関田修     | 石田敦子                                                | 9月12日       |
| 32   | 逆襲のレッドロン        | 平野靖士          | 高松信司     | 菱川直樹   | 平岡正幸（キャラ） 高谷浩利（メカ）                     | 9月26日       |
| 33   | 狙われた遺跡            | 谷田部勝義        | 杉島邦久     | 杉島邦久   | 直井正博                                                | 10月3日       |
| 34   | 隊長の資格              | 川崎ヒロユキ      | 森田風太     | 大畑清隆   | 久行宏和                                                | 10月10日      |
| 35   | 地球（ほし）の歌を聞け  | 志茂文彦          | 関田修       | 関田修     | 佐々門信芳                                              | 10月17日      |
| 36   | 秘められた伝説          | 平野靖士          | 菊池一仁     | 菱川直樹   | 石田敦子                                                | 10月24日      |
| 37   | 俺たちの惑星（ほし）    | 平野靖士          | 杉島邦久     | 杉島邦久   | 直井正博                                                | 11月7日       |
| 38   | 対決!レッドガイスト     | 五武冬史          | 大庭秀昭     | 大庭秀昭   | 平岡正幸（キャラ） 高谷浩利（メカ）                     | 11月14日      |
| 39   | 奪われたビッグランダー  | 志茂文彦          | 森田風太     | 大畑清隆   | 久行宏和                                                | 11月21日      |
| 40   | 密林の再会              | 平野靖士          | 関田修       | 関田修     | 佐々門信芳                                              | 11月28日      |
| 41   | 大接近!オーボス星       | 五武冬史          | 杉島邦久     | 杉島邦久   | 直井正博                                                | 12月5日       |
| 42   | 出現!伝説の力           | 平野靖士 志茂文彦 | 菱川直樹     | 菱川直樹   | 高谷浩利                                                | 12月12日      |
| 43   | 隊長、命令を!           | 川崎ヒロユキ      | 大庭秀昭     | 大庭秀昭   | 平岡正幸                                                | 12月19日      |
| 44   | オーボス星の決戦        | 平野靖士          | 菊池一仁     | 大畑清隆   | 久行宏和                                                | 12月26日      |
| 45   | 地球絶体絶命            | 平野靖士          | 冨永恒雄     | 杉島邦久   | 直井正博                                                | 1993年 1月9日 |
| 46   | 風の未来へ              | 平野靖士          | 森田風太     | 森田光太   | 平岡正幸（キャラ） 高谷浩利（メカ）                     | 1月23日       |

## 放送局
| 放送対象地域                                               | 放送局             | 系列                                         | ネット形態 | 備考 |
| ---------------------------------------------------------- | ------------------ | -------------------------------------------- | ---------- | --- |
| 中京広域圏                                                 | 名古屋テレビ       | テレビ朝日系列                               | 制作局     | |
| 関東広域圏                                                 | テレビ朝日         | テレビ朝日系列                               | 同時ネット | |
| 北海道                                                     | 北海道テレビ       | テレビ朝日系列                               | 同時ネット | |
| 青森県                                                     | 青森朝日放送       | テレビ朝日系列                               | 同時ネット | |
| 宮城県                                                     | 東日本放送         | テレビ朝日系列                               | 同時ネット | |
| 秋田県                                                     | 秋田朝日放送       | テレビ朝日系列                               | 同時ネット | 1992年10月開局から |
| 山形県                                                     | テレビユー山形     | TBS系列                                      | 遅れネット | |
| 福島県                                                     | 福島放送           | テレビ朝日系列                               | 同時ネット | |
| 新潟県                                                     | 新潟テレビ21       | テレビ朝日系列                               | 同時ネット | |
| 長野県                                                     | 長野朝日放送       | テレビ朝日系列                               | 同時ネット | |
| 静岡県                                                     | 静岡けんみんテレビ | テレビ朝日系列                               | 同時ネット | [ 注 5 ] |
| 富山県                                                     | 富山テレビ         | フジテレビ系列                               | 遅れネット | 水曜 16:25 - 16:55（1992年3月11日初回放送時点） 金曜 16:00 - 16:30（1992年時点） 金曜 6:10 - 6:40（1993年1月29日最終回時点） |
| 石川県                                                     | 北陸朝日放送       | テレビ朝日系列                               | 同時ネット | |
| 近畿広域圏                                                 | 朝日放送           | テレビ朝日系列                               | 先行放送   | [ 注 6 ] |
| 広島県                                                     | 広島ホームテレビ   | テレビ朝日系列                               | 同時ネット | |
| 山口県                                                     | テレビ山口         | TBS系列                                      | 遅れネット | |
| 香川県 岡山県                                              | 瀬戸内海放送       | テレビ朝日系列                               | 同時ネット | |
| 愛媛県                                                     | テレビ愛媛         | フジテレビ系列                               | 遅れネット | |
| 高知県                                                     | テレビ高知         | TBS系列                                      | 遅れネット | |
| 徳島県                                                     | 四国放送           | 日本テレビ系列                               | 遅れネット | |
| 福岡県                                                     | 九州朝日放送       | テレビ朝日系列                               | 同時ネット | |
| 長崎県                                                     | 長崎文化放送       | テレビ朝日系列                               | 同時ネット | |
| 熊本県                                                     | 熊本朝日放送       | テレビ朝日系列                               | 同時ネット | |
| 大分県                                                     | 大分放送           | TBS系列                                      | 遅れネット | 1992年9月打ち切り |
| 宮崎県                                                     | テレビ宮崎         | フジテレビ系列 日本テレビ系列 テレビ朝日系列 | 遅れネット | |
| 鹿児島県                                                   | 鹿児島放送         | テレビ朝日系列                               | 同時ネット | |
| 沖縄県                                                     | 琉球放送           | TBS系列                                      | 遅れネット | |
| 未放送地域：岩手県・山梨県・福井県・鳥取県・島根県・佐賀県 |                    |                                              |            | |

## 関連商品

### 玩具・食玩・その他立体物
玩具
タカラ（現・タカラトミー）
- 地球合体 ダ・ガーンX
- 獣王合体 ガ・オーン
- 伝説合体 グレートダ・ガーンGX（ダ・ガーンXとガ・オーンのセット）
- 合体指令 ダイレクター
- ダ・ガーンマグナム
- ダ・ガーンブレード
- 合体巨砲 GXバスター
- ジェットセイバー
- ジャンボセイバー
- シャトルセイバー
- ホークセイバー
- 空の3体合体 スカイセイバー（ジェットセイバー・ジャンボセイバー・シャトルセイバーのセット）
- 空の4体合体 ペガサスセイバー（ジェットセイバー・ジャンボセイバー・シャトルセイバー・ホークセイバーのセット）
- ビッグランダー
- ターボランダー
- マッハランダー
- ドリルランダー
- 陸の4体合体 ランドバイソン（ビッグランダー・ターボランダー・マッハランダー・ドリルランダーのセット）
- 7段変形 セブンチェンジャー
- ドラゴン変形 レッドガイスト
- STD（スタンダード）地球合体 ダ・ガーンX
- STD ペガサスセイバー
- STD 伝説合体 グレートダ・ガーンGX
- 新世紀勇者復活計画 地球合体 ダ・ガーンX（2002年発売の復刻版。PL法の関係で対象年齢が15歳以上となっている）

グッドスマイルカンパニー
- THE合体 ダ・ガーンX
- THE合体 ガ・オーン
- THE合体 伝説の勇者ディスプレイベース
- THE合体 セブンチェンジャー
- THE合体 ペガサスセイバー

食玩
カバヤ食品
- 伝説の勇者ダ・ガーンガム（軟質プラスチック製の組み立てモデル入りガム）
  - 第1弾 ダ・ガーンX、ジェットセイバー、シャトルセイバー、ジャンボセイバー（3種そろうことで、スカイセイバーに合体可能）
  - 第2弾 ビッグランダー、ターボランダー、マッハランダー、ドリルランダー
  - 第3弾 グレートダ・ガーンGX、ガ・オーン、ホークセイバー、ペガサスセイバー

- 伝説の勇者BIGダ・ガーンガム
  - ダ・ガーンX、スカイセイバー

- 伝説の勇者ダ・ガーンチョコ（無彩色プラモ。全種非変形）
  - 第1弾 ダ・ガーン、ダ・ガーンX、ジェットセイバー、シャトルセイバー、ジャンボセイバー、スカイセイバー
  - 第2弾 ビッグランダー、ターボランダー、マッハランダー、ドリルランダー、ランドバイソン
  - 第3弾 グレートダ・ガーンGX、ガ・オーン、ホークセイバー、ペガサスセイバー

バンダイ
- 勇者列伝COLLECTION
  - ダ・ガーンX（第1弾にて発売）

プラモデル
コトブキヤ
- ダ・ガーンX
- ダ・ガーン&GXパーツ

ガレージキット
海洋堂
- スーパーロボコレクション

- ダ・ガーン

アクションフィギュア
シーエムズコーポレーション
- メカアクションシリーズ

- ダ・ガーンX

小スケールフィギュア
ユージン
- TFC ブレイブコレクション Part3

- ダ・ガーン
- ダ・ガーンX
- 高杉星史
- 香坂ひかる

### 映像ソフト化
ビデオ(VHS）
1992年9月25日から1993年5月28日にかけて、全12巻（各巻4話〈9・10巻のみ3話〉収録）がCICビクター・ビデオよりリリースされた。一部の巻には出演者からのメッセージ映像も、巻末特典として収録されている。
LD
1995年3月24日から7月22日にかけて、「伝説の勇者 ダ・ガーン 勇者メモリアルBOX」全2巻（BOX1は5枚組〈20話収録〉、BOX2は7枚組〈26話収録〉）がビクターエンタテインメントよりリリースされた。
DVD
2005年2月24日から4月22日にかけて、「伝説の勇者ダ・ガーン BRAVE-BOX」全2巻（各巻4枚組、23話収録）が、2009年10月27日に廉価版である「伝説の勇者ダ・ガーン メモリアルボックス」（8枚組、46話収録）がリリースされた。発売元はいずれもバンダイビジュアル。「BRAVE-BOX」にはグレートダ・ガーンGX（BOX1）とセブンチェンジャー（BOX2）のフルアクションフィギュア（製作：シーエムズコーポレーション）が初回特典として付属する。

### CD
サウンドトラックCD
- 伝説の勇者ダ・ガーン Vol.1（1992年3月27日）
- 伝説の勇者ダ・ガーン Vol.2（1993年2月3日）

Vol.2にはボーナストラックとして、最終回の後日談を描いたミニドラマ「ダ・ガーンへのメール」が収録されている。
ドラマCD
- 『伝説の勇者ダ・ガーン』〜ミステリアス・ベル（1992年11月6日）
  - ビクターエンタテインメントより、放送期間中にリリースされたオリジナルドラマCD。
- 『伝説の勇者ダ・ガーン』〜ミステリアス・ツアー（1997年10月22日）
  - 本作品終了後に、ラジオ番組『勇者王への道』（1997年、文化放送他）内にて放送されたラジオドラマのCD化。

### 小説
- 『伝説の勇者ダ・ガーン』 原作：矢立肇、著者：鷹見陸、角川スニーカー文庫刊

テレビシリーズの小説化。上下2冊が発行され、上巻は1992年11月、下巻は1993年1月にそれぞれ発売された。基本的なストーリー構成と登場人物はテレビシリーズを踏襲しているが、未登場の人物や変更された設定など、小説化に当たっての変更点も多数見られる。